# 大中臣常麻呂
大中臣 常麻呂（おおなかとみ の とこまろ/つねまろ）は、平安時代初期の貴族。大判事・大中臣今麻呂の子。官位は従五位上・伊予守。

## 経歴
従五位下に叙爵後、延暦23年（804年）下野介に任ぜられる。
平城朝の大同3年（808年）神祇大副として京官に復し、翌大同4年（809年）右衛士佐次いで兵部少輔と武官を務める。嵯峨朝に入り、大同5年（810年）4月に従五位上に昇叙される。同年9月に発生した薬子の変に連座して備前権守に左遷されるが、まもなく伊予守に遷っている。

## 官歴
『日本後紀』による。
- 時期不詳：従五位下
- 延暦23年（804年） 正月24日：下野介
- 大同3年（808年） 11月27日：神祇大副
- 大同4年（809年） 2月13日：右衛士佐。3月11日：兵部少輔
- 大同5年（810年） 4月19日：従五位上。9月10日：備前権守。9月15日：伊予守

## 系譜
「中臣氏系図」（『群書類従』巻62所収）による。
- 父：大中臣今麻呂
- 母：不詳
- 生母不明の子女
  - 男子：大中臣氏雄
  - 男子：大中臣雄良